# Raúl Aldana (actor)
Raúl Gerardo Aldana Solís (Ciudad de México, 17 de abril de 1966) es un actor, locutor y director de doblaje mexicano. Es mayormente conocido por doblar a Stitch en Lilo & Stitch, Timón en las producciones de El rey león, la rana René, Rizzo la Rata y Scooter en varias películas de Los Muppets, Guido en la franquicia de Cars, y Will Turner en las películas de Piratas del Caribe. Además, desempeñó como Gerente Creativo desde 1997 hasta 2004 y luego como Director creativo regional desde el 2005 hasta el 2018 de Disney Character Voices International Inc. por más de diez años, hasta el 2018.

## Biografía
Nació en México el 17 de abril de 1966, su experiencia en el ámbito teatral comienza a los seis años. Luego de participa en el elenco de Los Caracoles Amorosos (premiada como la mejor obra de teatro de 1989), La Catrina, Agarra la onda es Navidad, Rolando Trokas el Trailero Intergaláctico y La Desgracia del Castigador.
Comenzó a realizar doblaje desde los 14 años, más precisamente en el año 1980, año que cita como el mejor año de su vida en muchos aspectos. Fue introducido por medio del actor Óscar Morelli.
Sus apariciones en la televisión van desde lo actoral, la asistencia de dirección, el periodismo hasta la locución. En 1982 debutó en Marquesina, en la telenovela El héroe de Nacozari, Teatro en atril, Tú a alguien le importas, Picante, Al derecho y al Derbez, El Diario de la Noche, Guadalupe y en diversos programas de Televisión Educativa.
Además cuenta con una vasta experiencia como locutor. Le ha puesto su voz en más de 200 comerciales de radio y TV al año desde 1983, para marcas y compañías como: Coca Cola, Pepsi, Fanta, Bimbo, Marinela, Ricolino, Barcel, Sabritas, Triatop, Home Mart entre otras empresas.

### Disney
De 1997 a 2004 fue gerente creativo y de 2005 hasta 2018 fue director creativo de Disney Character Voices International Inc., la empresa de Disney encargada de la producción de todos los doblajes en Hispanoamericana, a la cual ingresó gracias a Walterio Pesqueira. Por lo cual todo proyecto director o indirecto de la compañía fue supervisado por Aldana. desde series animadas o de televisión, películas para cine o televisión, documentales, especiales, cortometrajes y etc, incluido los proyectos doblaron fuera de México como los doblajes de Argentina, Chile y Venezuela por ejemplo. Solamente en algunos de ellos en los participó como actor. Y muy rara vez haciendo doblaje para otras empresas, un ejemplo de esto es su participación en la versión para DVD de Los Caballeros del Zodiaco: La saga de Hades. En 1989, prestó su voz para unas audiocintas del curso de inglés Aprendo inglés con Mickey; estas audiocintas contenían 12 capítulos, Renato López participó como traductor en este proyecto de origen francés.
En 2018, removieron el cargo de director creativo de DCVI a nivel mundial, por lo que Aldana fue retirado de la empresa después de una larga carrera, no solamente en Disney sino en el doblaje en general. Trayectoria reconocida por la empresa.

### Actualidad
Actualmente radica en Los Ángeles, California, Estados Unidos y es el director creativo, productor y vicepresidente de doblaje de la empresa ZOO Digital desde marzo de 2018.
Además Aldana es el locutor del Canal Once Niños y se dedica también a la locución comercial.

## Filmografía

### Películas
Steve Whitmire
- Muppets 2: Los más buscados (2014) - Kermit la rana / Rizzo la rata
- Los Muppets (2011) - Kermit la rana
- Piratas del Caribe: Navegando en aguas misteriosas (2011) - Kermit la rana (Especial: Kermit)
- Mago de Oz de los Muppets (2005) - Kermit la rana / Rizzo la rata
- Los Muppets en el espacio (1999) - La rana René / Rizzo la rata
- Los Muppets en la isla del tesoro (1996) - La rana René / Rizzo la rata
- Una Navidad con los Muppets (1992) - La rana René / Rizzo la rata
- Aprendo Inglés con Mickey (1988) Mickey Mouse.

Orlando Bloom
- Piratas del Caribe: La venganza de Salazar (2017) - Will Turner
- Piratas del Caribe: en el fin del mundo (2007) - Will Turner
- Piratas del Caribe: El cofre de la muerte (2006) - Will Turner
- Piratas del Caribe: La maldición del Perla Negra (2003) - Will Turner
- La caída del Halcón Negro (2001) - Todd Blackburn

David Rudman
- Muppets 2: Los más buscados (2014) - Constantine / Scooter
- Los Muppets (2011) - Scooter

Bruce Boxleitner
- Tron: El legado (2010) - Tron / Rinzler
- Tron (1982) - Tron / Alan Bradley

Martin Short
- Ahora también abuelo (1995) - Frank Eggelhoffer (doblaje original)
- Tres fugitivos (1989) - Ned Perry

Michael Paré
- Eddie and the Cruisers II (1989) - Eddie Wilson
- Eddie and the Cruisers (1983) - Eddie Wilson

Charles Martin Smith
- Cupido Motorizado Rumbo a Rio (1980) - Davy "D.J." Johns
- Autosecuestradores (1976) - Longnecker

Tommy Kirk
- La ciudadela de los Robinson (1960) - Ernst
- El perro lanudo (1959) - Wilby Daniels

Otros Papeles
- The Oath - Dan
- John Carter: Entre dos mundos - Edgar Rice Burroughs
- Las Crónicas de Narnia: El león, la bruja y el ropero - Edmund Pevensie (adulto)
- El diario de la princesa 2 - Lionel
- La aldea - Noah Percy
- Inspector Gadget 2 - Squint
- Este cuerpo no es mío - Sujeto de Mambuza Bongo
- Frío de perros - Nelly
- Sumergidos - Coors
- El diario de la princesa - Jeremiah Hart

### Películas animadas
Guido Quaroni
- Cars 3 (2017) - Guido
- Cars 2 (2011) - Guido
- Cars (2006) - Guido

Chris Sanders
- Leroy & Stitch (2006) - Stitch
- Lilo y Stitch 2: Stitch en cortocircuito (2005) - Stitch
- Lilo & Stitch (2002) - Stitch

Nathan Lane
- El rey león 3: Hakuna Matata (2004) - Timón
- El rey león II: El reino de Simba (1998) - Timón
- El rey león (1994) - Timón

Steve Whitmire
- Los Muppets en el espacio (1999) - Rizzo la rata / La rana René
- Los Muppets en la isla del tesoro (1996) - Rizzo la rata / La rana René / Capitán Abraham Smollett
- Una Navidad con los Muppets (1992) - Rizzo la rata / La rana René / Bob Cratchit

Mel Blanc
- El Pato Lucas en el pato Cazafantasmas (1988) - Hugo, el abominable hombre de las nieves / Chico de la mudanza
- El Pato Lucas en la isla fantástica (1983) - Chester
- La 3ra película de Bugs Bunny: Los 1001 cuentos de Bugs (1982) - Bugs Bunny (redoblaje de 1998)

Rob Paulsen
- La Cenicienta 3: Un giro en el tiempo (2007) - Jaq
- La Cenicienta 2: Un sueño hecho realidad (2002) - Jaq / Sir Hugh

Gedde Watanabe
- Mulan 2 (2005) - Ling
- Mulan (1998) - Ling

Donald Sage MacKay
- La princesa cisne III: El misterio del reino encantado (1998) - Jean-Bob
- La princesa encantada 2: El secreto del castillo (1997) - Jean-Bob

Paul Reubens
- La bella y la bestia: Una Navidad encantada (1997) - Flautín
- El extraño mundo de Jack (1993) - Lock

Terence McGovern
- Patoaventuras La Película: El Tesoro de la Lámpara Perdida (1990) - Joe McQuack
- Patoaventuras: El secreto de los soles dorados (1987) - Joe McQuack

Otros Papeles
- Coco (2017) - Voces adicionales
- Buscando a Dory (2016) - Jacques
- Zootopia (2016) - Yax
- Intensamente (2015) - Olvidador Bobby
- La guardia del león: Un nuevo rugido (2015) - Timón
- Frozen: Una aventura congelada (2013) - Invitado en coronación
- Monsters University (2013) - Agentes de ADN
- Ralph, el demoledor (2012) - Anunciador de Sugar Rush
- Frankenweenie (2012) - Toshiaki
- Valiente (2012) - Martin
- Marte necesita mamás (2011) - Voces adicionales
- Toy Story 3 (2010) - Marcianitos (Jeff Pidgeon) / Copiloto del camión de la basura
- La princesa y el sapo (2009) - Reggie
- Los fantasmas de Scrooge (2009) - Peter Cratchit
- Bolt (2008) - Tom / Perro salchicha
- WALL·E (2008) - Voces adicionales
- Ratatouille (2007) - Narrador en TV
- La familia del futuro (2007) - Voces adicionales
- Cars (2006) - T.J. Hummer / Brian
- Vida salvaje (2006) - Eze
- Chicken Little (2005) - Alcalde Pavo-Roso
- Los Increíbles (2004) - Tony Rydinger / Ladrón en el edificio (México) / Voces adicionales (Argentina)
- Vacas vaqueras (2004) - Rusty
- Mickey, Donald, Goofy: Los tres mosqueteros (2004) - Chico malo #3
- Tierra de osos (2003) - Ardilla #1
- Buscando a Nemo (2003) - Jacques / Atún líder
- El libro de la selva 2 (2003) - Lucky
- El planeta del tesoro (2002) - Torrance
- Lilo & Stitch (2002) - Conductor de camión
- Monsters, Inc. (2001) - Smitty/ Agentes de ADN / Mike Wazowski (Billy Crystal) (tráiler)
- Atlantis: El imperio perdido (2001) - Chico con timón / Milo James Thatch (Michael J. Fox) (tráiler)
- La dama y el vagabundo II: Las aventuras de Scamp - Francois
- Llegó el recreo (2001) - Capitán Brad México (Monterrey, Nuevo León)
- Las locuras del emperador (2000) - Campesino / Hombre del trampolín
- Goofy 2: Extremadamente Goofy (2000) - Ken
- Dinosaurio (2000) - Zini
- Tarzán (1999) - Flynt
- Toy Story 2 (1999) - Rock 'Em Sock 'Em Robots / Empleado en juguetería / Representante en la aerolínea
- Bichos: Una aventura en miniatura (1998) - Hormiga asustada en la fila / Salmamonte buscando a la Tropa Morita 1 / Thumpers(bloopers)
- Hormiguitaz (1998) - Obrero #2
- Ferngully 2: El rescate mágico (1998) - Pips
- 101 dálmatas de vacaciones (1998) - Rolly (canciones)
- Space Jam: El juego del siglo (1996) - Nerdluck Bupkus
- Un cuento de Navidad (1996) - Príncipe
- Toy Story (1995) - Marcianitos (Jeff Pidgeon) / Woody (Tom Hanks) (tráiler)
- Tom y Jerry: La película (1993) - Frankie
- Amigos inseparables (1992) - Snipes
- Ferngully: Las aventuras de Zak y Crysta (1992) - Zak
- El príncipe y el mendigo (1990)]] - Mickey Mouse
- Todos los perros van al cielo (1989) - Itchy (doblaje original)
- Los Pitufos celebran la Navidad (1987]]) - Pitufo Filósofo / Pitufo Goloso
- Policías y ratones (1986) - Secuaz de Ratigan #3
- El Caldero Mágico (1985) - Taron
- La tercera película de Bugs Bunny: Los 1001 cuentos de Bugs (1982) - Príncipe Abba-Dabba (doblaje original)
- La Cenicienta (1950) - Jaq (redoblaje de 1997)
- Mickey y las habichuelas mágicas (1947) - Mickey Mouse (redoblaje)

### Series animadas
Kevin Schon
- La guardia del león (2016-2019) - Timón
- House of Mouse (2001-2003) - Timón
- Las aventuras de Timón y Pumba (1995-1999) - Timón

Rob Paulsen
- Mickey Mouse: Mix de Aventuras (2017-2021) - José Carioca
- House of Mouse (2001-2003) - José Carioca
- Mickey Mouse Works (1999-2000) - José Carioca

Otros 
- Patoaventuras (1989-1990) - PatoAparato

Iago (Serie Corta (1995-) - Vendedor de Pelucas